# Паредес, Вильмар
Вильмар Андрес Паредес Сапата (исп. Wilmar Andrés Paredes Zapata; род. 27 апреля 1996, Медельин, Колумбия) — колумбийский профессиональный шоссейный велогонщик.

## Достижения
2014
- 1-й  на Junior Pan American Road Championships среди юниоров в групповой гонке
- 2-й  на Чемпионате мира по трековым велогонкам среди юниоров в командной гонке преследования

2015
- 5-й на Pan American Track Cycling Championships на треке в командной гонке преследования

2016
- 1-й  на Pan American Championships среди мужчин в возрасте до 23 лет в групповой гонке

2017
- 1-й  на Circuit de la Sarthe — МК
- 1-й  на Туре Фьордов — ГрК
- 1-й на этапе 2 Вуэльта Колумбии
- 2-й на Классика Примавера

| ГрК | Горная классификация     |
| МК  | Молодёжная классификация |